# Nawngwawn
Nawngwawn (en birmà Naujigwun o Naungmon) és un subestat de Namkhok, a l'estat Shan de Myanmar. Està al sud de Namkhok a la vall de Nam Tamhpak i té una superfície de 70 km². La capital és Nawngwawn (583 habitants) residència del myoza o sobirà. A límit oriental hi ha el pic de Loiseng, un dels més alts als estats Shan meridionals, amb uns 2.500 metres. La població era shan i el 1901 eren 4.805 persones repartides en 78 pobles. Els ingressos eren unes 7.400 rupies i el tribut 2.500 rupies.